# Fontaine de Héron

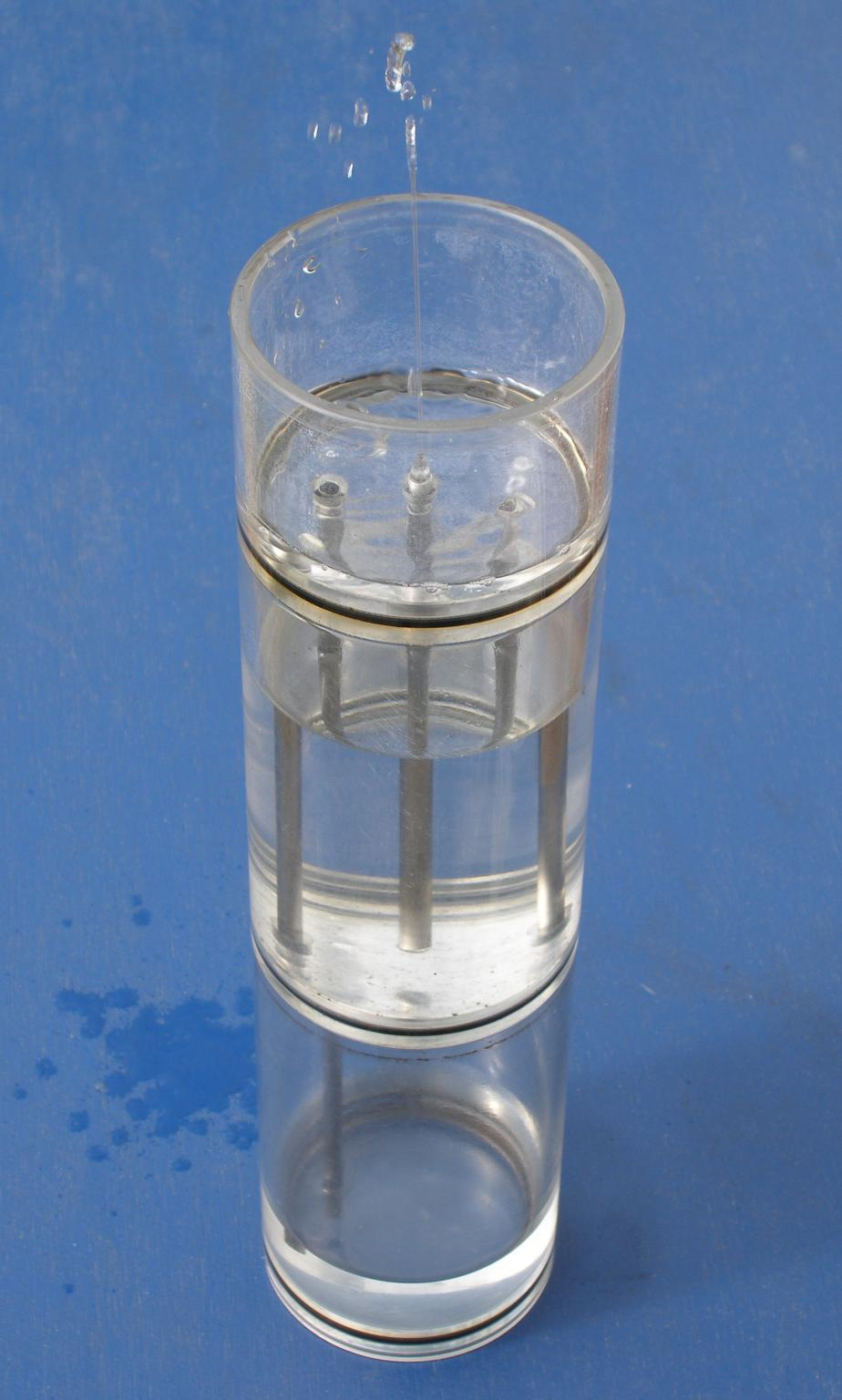
Fontaine de Héron en service

La fontaine de Héron est une machine hydraulique en circuit fermé conçue par Héron d'Alexandrie. Il décrit cette application du principe des vases communicants dans les Pneumatica.
Il ne s'agit pas d'un mouvement perpétuel, le jet d'eau finissant par s'arrêter lorsque toute l'eau contenue dans le ballon supérieur se retrouve entièrement dans le ballon inférieur.

## Principe

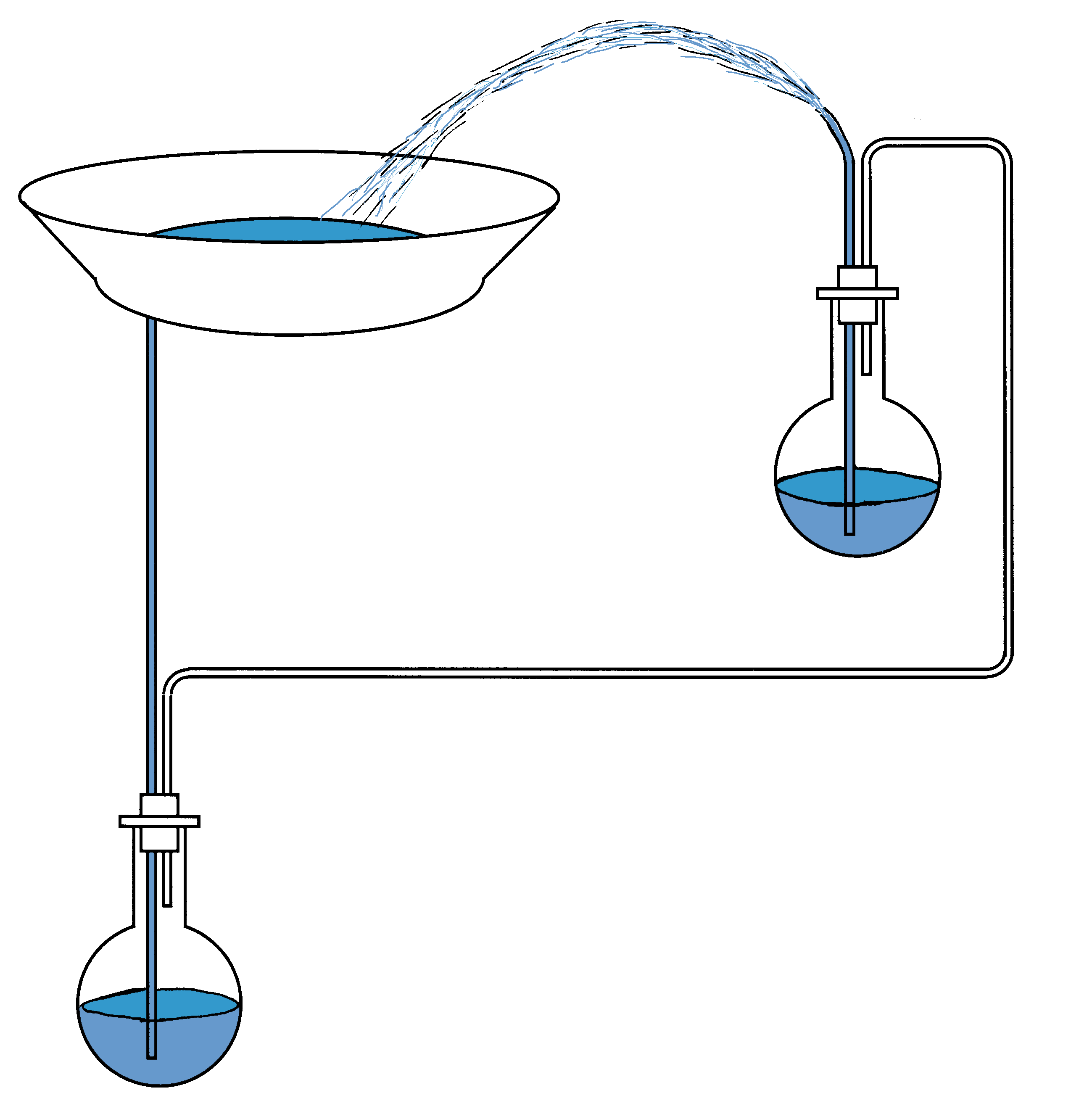
Schéma de principe

L'eau, contenue dans l’assiette étant à un plus haut niveau d'énergie potentielle, va remplir par gravité le ballon situé tout en bas. Durant cette opération, l'air contenu dans le ballon du bas (étanche) est chassé pour rejoindre celui du haut. En arrivant au niveau du ballon supérieur, l'air sous pression chasse l'eau, ce qui a pour effet de former un jet. 
Réalisons un bilan d'énergie en considérant que l'air a une masse volumique négligeable devant l'eau. Ainsi, une masse d'eau qui tombe de l’assiette vers le ballon du bas (cf. schéma de principe) récupère en théorie l'énergie nécessaire pour soulever une même masse d'eau jusqu'à la même hauteur. Le travail fourni correspond simplement à soulever une masse d'eau du ballon supérieur vers l’assiette ce qui demeure inférieur au travail consommé. Nous pourrions obtenir un jet d'eau qui monte au plus de la différence de hauteur entre l’assiette et le ballon inférieur.
Il est possible, par un jeu de robinets additionnels, d'alterner les phases de jet et de recharge.